# اکو (یوتا)
اکو (به انگلیسی: Echo) یک منطقهٔ مسکونی در ایالات متحده آمریکا است که در شهرستان سامیت، یوتا واقع شده‌است. اکو ۵۶ نفر جمعیت دارد و ۱٬۷۶۰٫۸۵ متر بالاتر از سطح دریا واقع شده‌است.